# Łęg (Rdziostów)
Łęg – część wsi w Polsce położona w województwie małopolskim, w powiecie nowosądeckim, w gminie Chełmiec. Rdziostów leży w Kotlinie Sądeckiej, u podnóża Beskidu Wyspowego, na lewym brzegu Dunajca.
Dawniej Łęg i pobliski Łężek (dawn. Łążek) stanowiły eksklawę gminy jednostkowej Dąbrowa. 21 lutego 1934 obszar ten odłączono od Dąbrowy i włączono do terytorialnie z nim spójnej gminy Rdziostów.
W latach 1975–1998 miejscowość administracyjnie należała do województwa nowosądeckiego. 